# Borís Spasski
Borís Vassílievitx Spasski (en rus: Борис Васильевич Спасский) (Leningrad, 30 de gener de 1937 - 27 de febrer de 2025), fou un Gran Mestre d'escacs rus, ciutadà soviètic, posteriorment nacionalitzat francès. Es va proclamar 10è campió del món d'escacs el 1969 en derrotar Tigran Petrossian. Va perdre el títol el 1972 davant de Robert Fischer a Reykjavík (Islàndia).
Spasski va guanyar el Campionat d'escacs de la Unió Soviètica en dues ocasions (1961, 1973), i en dues més el va perdre als playoffs de desempat (1956, 1963), després d'empatar al primer lloc en el torneig regular. Fou també Candidat al campionat del món en set ocasions (1956, 1965, 1968, 1974, 1977, 1980, i 1985). Entre altres premis, va ser guardonat dos cops amb l'Òscar dels escacs, en les edicions de 1968 i 1969.
|  |

## Biografia i carrera esportiva

### Els primers anys
Spasski va néixer a Leningrad (actualment, Sant Petersburg) en una família russa, i va aprendre a jugar als escacs als cinc anys, durant l'evacuació en tren des de Leningrad que va patir durant la Segona Guerra Mundial; va atraure l'atenció per primer cop el 1947, quan als deu anys va guanyar el campió soviètic Mikhaïl Botvínnik en una exhibició de simultànies. El seu entrenador durant els primers anys fou en Vladímir Zak, un reputat mestre i entrenador. Durant la seva joventut, a partir dels deu anys, n'Spasski va entrenar molt, i sovint estudiava escacs durant més de cinc hores al dia, amb mestres d'escacs. Va aconseguir en aquell moment diversos rècords, com el de jugador més jove en assolir la primera categoria soviètica (als deu anys), la categoria de candidat a mestre (als onze anys), i la de Mestre Soviètic (als quinze anys). El 1952, als quinze anys, Spasski va puntuar el 50 per cent a la semifinal del Campionat Soviètic a Riga, i fou segon al Campionat de Leningrad el mateix any.

### Jove Gran Mestre
Spasski va fer el seu debut internacional el 1953, als setze anys, en un torneig a Bucarest, Romania, en què acabà empatat als llocs quart a sisè amb 12/19, un esdeveniment que fou guanyat pel seu futur entrenador, Aleksandr Tóluix. Aquell any, la FIDE li va atorgar el títol de Mestre Internacional. Als divuit anys, en la seva primera participació a la final del Campionat Soviètic, (22a edició, Moscou 1955), va empatar als llocs tercer a sisè amb 11½/19, tot just darrere dels co-vencedors Vassili Smislov i Iefim Hèl·ler, un lloc que era suficient per classificar-se per a l'Interzonal de Göteborg d'aquell mateix any.
El mateix any 1955, va guanyar el Campionat del món júnior celebrat a Anvers, Bèlgica, amb una espectacular puntuació de 14/16. Spasski competia llavors per la (Societat Voluntària d'Esports) Lokomotiv.
En compartir les places 7a-9a, amb 20/11, a l'Interzonal de Göteborg de 1955, es va classificar per al Torneig de candidats de 1956, que va tenir lloc a Amsterdam, i guanyà automàticament el títol de Gran Mestre Internacional, essent en aquell moment el més jove jugador en obtenir el títol. Va acabar al mig de la taula de classificació (de deu jugadors), empatant als llocs tercer a setè amb 9½/18 punts. A la final del Campionat Soviètic de 1956 (23a edició, a Leningrad), n'Spasski empatà als llocs primer a tercer, amb 11½/19 punts, amb Mark Taimanov i Iuri Averbakh, tot i que Taimanov guanyà el playoff de desempat per determinar el campió. Posteriorment, també el 1956, Spasski empatà al primer lloc amb Tóluix en un fort torneig a Leningrad.
El 1956 participà en el Torneig de Candidats d'Amsterdam, per determinar l'aspirant al títol al Campionat del món de 1957, on hi acabà en 4a posició.

### Resultat desiguals
Després d'aquests primers èxits, Spasski llavors va patir una certa davallada en els seus resultats pel que fa als esdeveniments relacionats amb la fase de classificació pel campionat del món, i no va aconseguir classificar-se pels següents dos interzonals (1958 i 1962), un pas necessari per guanyar-se el dret a lluitar pel Campionat del món d'escacs.
A la final del Campionat soviètic de 1957 (24a edició, a Moscou), Spasski acabà empatat als llocs 4t-5è, amb 13/21 punts; el campió fou en Mikhaïl Tal, qui va guanyar el primer dels seus sis títols soviètics, i va començar el seu ascens cap al títol mundial de 1960.
Spasski no es va poder classificar per a l'interzonal de 1958 a causa d'una derrota en la darrera ronda contra en Tal, en una partida amb molts nervis, a la final del Campionat soviètic de 1958 (25a edició, a Riga). Spasski va tenir avantatge durant gran part de la partida, però no va aconseguir trobar el camí de la victòria després de l'ajornament, i fins i tot va refusar una oferta de taules. Una victòria l'hauria classificat per a l'interzonal, i unes taules li haurien assegurat un empat al quart lloc amb Iuri Averbakh, cosa que encara li hagués donat esperances de classificar-se en el desempat.
Spasski empatà al primer lloc a Moscou el 1959, amb 7/11 punts, amb Smislov i David Bronstein. Estigué a punt de guanyar el títol en la següent final del Campionat Soviètic (26a edició, a Tbilissi, 1959), acabant mig punt darrere del campió Tigran Petrossian, empatat al segon lloc amb Tal, amb 12½/19 punts. Poc després va guanyar a Riga 1959, amb 11½/13. En la següent final del Campionat soviètic (27a edició, a Leningrad, 1960), quedà al mig de la taula de classificació, amb 10/19 punts, mentre el també leningradenc Víktor Kortxnoi va obtenir el seu primer títol del Campionat Soviètic. El mateix any Spasski va viatjar a l'Argentina, on va compartir el primer lloc amb Bobby Fischer, per davant de Bronstein, al Torneig de Mar del Plata 1960. Spasski feu 13½/15 punts, i derrotà en Fischer en el primer enfrontament directe de les seves carreres.
Una nova decepció per Spasski va arribar quan de nou, no es va poder classificar per al següent interzonal, en acabar empatat als llocs 5è-6è a la final del 28è Campionat de la Unió Soviètica, a Moscou 1961; el torneig el va guanyar en Petrossian, i Spasski, amb 11/19, va quedar un lloc per sota de les places amb dret a classificació.

### La recuperació: aspirant al títol
Spasski va decidir-se a fer un canvi d'entrenadors, deixant de banda l'estil més agressiu i volàtil de Tóluix, i passant al més moderat i estratègic Igor Bondarevski. Això va resultar ser la clau del seu ressorgiment. Va guanyar el primer dels seus dos Campionats soviètics, (29a edició, a Bakú 1961), amb una puntuació de 14½/20. Compartí la 2a-3a posicions a l'Havana 1962 amb 16/21, per darrere del guanyador Miguel Najdorf. Fou cinquè-sisè ex aequo a Erevan 1962, (30a edició del Campionat soviètic), amb 11½/19. A la 31a edició del Campionat soviètic, a Leningrad 1963, empatà al primer lloc amb Leonid Stein i Ratmir Khólmov, (Stein va guanyar el desempat). Guanyà a Belgrad 1964 amb 13/17, sense derrotes, per davant de Kortxnoi i Borislav Ivkov. Fou quart a Sotxi 1964 amb 9½/15, (el campió fou Nikolai Kroguius).
El 1964, al Torneig Zonal de la Unió Soviètica, a Moscou, un torneig per sistema lliga a doble volta, amb set jugadors, Spasski va guanyar amb 7/12, i es va classificar per a l'Interzonal d'Amsterdam d'aquell mateix any. A Amsterdam, va empatar als llocs primer a quart, juntament amb Tal, Vassili Smislov i Bent Larsen, amb 17/23 punts; els quatre, juntament amb Borislav Ivkov i Lajos Portisch, es van classificar per als recentment creats matxs de candidats de l'any següent. Amb Bondarevski, l'estil de Spasski va ser ampliat i aprofundit, de manera que va aconseguir desterrar els seus anteriors resultats irregulars, però sense oblidar el seu esperit de lluita, que fins i tot va millorar. Va afegir la psicologia i la sorpresa al seu bagatge, i això va ser suficient per encaminar-se cap al cim dels escacs.

### Candidat al títol
Spasski, considerat com un tot terreny en el tauler d'escacs, es va adaptar ràpidament a un "estil universal", que va ser un clar avantatge en la seva lluita contra molts mestres de l'elit. En el cicle de 1965, va derrotar Paul Keres a Riga, el 1965, amb una estratègia acurada, triomfant en l'última partida per guanyar finalment 6-4 (+4 = 4 -2). També a Riga, va derrotar Iefim Hèl·ler jugant agressivament amb atacs de mat, i guanyant per 5½ - 2½ (+3 = 5 -0). Després, al matx final de candidats (que determinava qui podria enfrontar-se al campió regnant amb el títol en joc), contra el llegendari tàctic Mikhaïl Tal, (a Tbilissi 1965), Spasski va optar per dirigir el joc a posicions més tranquil·les, evitant la força tàctica de l'excampió Tal, i evitant pagar un preu massa alt per les complicacions. Tot i que va perdre la primera partida, va guanyar el matx per 7-4 (+4 =6 -1).
Spasski va guanyar dos torneigs en el període previ a la disputa de la final de candidats. Va compartir la primera posició al Memorial Txigorin a Sotxi, el 1965, amb Wolfgang Unzicker, amb 10½/15, i posteriorment va empatar al primer lloc al Congrés de Hastings 1965-1966 amb Wolfgang Uhlmann, amb 7½/9 punts.
A la final de candidats, a Moscou, Spasski va ser derrotat en un matx intensament lluitat, amb tres victòries contra quatre de Petrossian, i disset empats, tot i que l'última de les tres victòries de Spasski va arribar només a la vint-i-tresena partida, un cop en Petrossian ja s'havia assegurat retenir el títol. Pocs mesos després del matx, però, Spasski va acabar per davant de Petrossian en un torneig de super-elit a Santa Monica 1966 (la Copa Piatigorsky), amb 11½/18, mig punt per davant de Bobby Fischer. Spasski també va guanyar el Torneig Hoogovens de Beverwijk de 1967 amb 15/11 punts, per davant d'Anatoli Lútikov, i va compartir els llocs primer a cinquè a Sotxi 1967, amb 10/15 punts, amb Kroguius, Aleksandr Zaitsev, Leonid Xamkóvitx i Vladimir Simagin.
Com a perdedor de la final de 1966, Spasski va ser inclòs automàticament en el proper cicle de candidats. El 1968, es va enfrontar a Hèl·ler, aquest cop a Sukhumi, i va guanyar pel mateix marge que el 1965 (5½ - 2½), (+3 =5). A continuació, es fa enfrontar a Bent Larsen a Malmö, i va guanyar per 5½ -2½. La final va ser contra el seu rival de Leningrad Víktor Kortxnoi a Kíev, i Spasski va triomfar (4 -1 = 5), cosa que li va donar l'oportunitat de disputar un nou matx contra en Petrossian, a Moscou 1969. La flexibilitat de l'estil de Spasski va ser la clau de la seva victòria final sobre Petrossian al Campionat del món de 1969. Spasski va guanyar per 12½ -10½.

### Campió del món
Durant el seu regnat de tres anys com Campió del Món, va guanyar diversos torneigs més. Fou primer a San Juan (Puerto Rico), 1969, amb 11½/15 punts. Va guanyar un quadrangular a Leiden, 1970 amb 7/12, per davant de Larsen, Botvinnik i Jan Hein Donner. Empatà al primer lloc a Amsterdam 1970 amb Lev Polugaievski, amb 11½/15. Va ocupar el tercer lloc a Göteborg 1971, amb 8/11, per darrere dels guanyadors Vlastimil Hort i Ulf Andersson. El 1971 empatà al primer lloc amb Hans Ree al Campionat d'escacs obert del Canadà, a Vancouver.

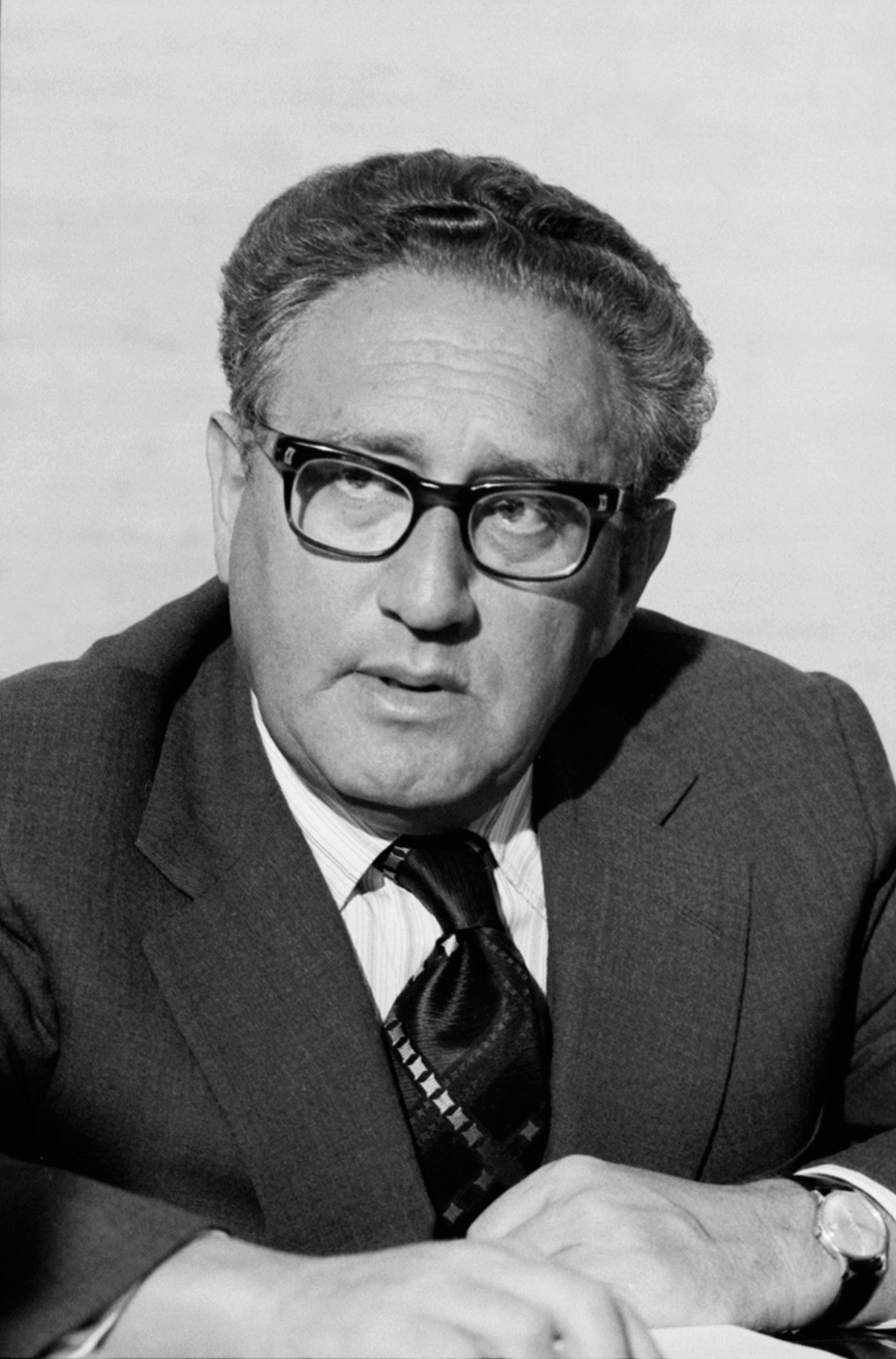
Henry Kissinger va desencallar la celebració del Matx del Segle.

El regnat de Spasski com a campió del món va durar tres anys, fins que va perdre el 1972 contra Fischer, en el denominat "Matx del segle". El matx va tenir lloc a Reykjavík, Islàndia, en un moment de màxima tensió de la Guerra Freda, i, per tant, va ser vist com un símbol de la confrontació política entre les dues superpotències mundials. Spasski va acceptar múltiples demandes de Fischer, inclosa la celebració de la tercera partida en una sala lateral. L'enfrontament Fischer-Spasski pel campionat del món va ser l'esdeveniment escaquístic amb més àmplia cobertura periodística de la història, amb els principals mitjans de comunicació de tot el món cobrint l'espectable. El matx, que va estar en risc de no celebrar-se, es va disputar finalment després que el Secretari d'Estat dels Estats Units Henry Kissinger va parlar amb Fischer instant-lo a jugar. Aquesta intervenció demostra que els escacs, en aquell moment, estaven en el seu millor moment de popularitat. En qualsevol cas, el matx no hagués arribat a bon port si no fos pel gran esperit esportiu de Spasski, qui va cedir a moltes exigències de Fischer, quan podria haver-les refusat i haver guanyat el matx per abandonament de l'estatunidenc. D'aquesta manera, els escacs en van sortir beneficiats.
Abans del matx, en Fischer mai no havia guanyat cap partida a Spasski en cinc intents, i n'havia tres. A més, Spasski havia incorporat en Hèl·ler com a entrenador, un jugador que també tenia una puntuació favorable contra Fischer. No obstant això, Fischer estava en excel·lent forma, i va guanyar el combat pel títol de manera convincent (+7 -3 =11), amb una de les tres derrotes, per incompareixença.
El matx es pot dividir en dues meitats, la primera la va guanyar de manera convincent en Fischer, i la segona, en canvi, fou una renyida batalla. Abans de Spasski, Taimànov, Larsen i Petrossian, havien perdut de manera convincent durant la carrera de Fischer cap a la final, però Spasski va mantenir la compostura i la competitivitat durant la final.

### Ex-campió (1973-1985)
Spasski va continuar jugant de manera excel·lent després de perdre la corona, i va guanyar diversos campionats. El 1973, va empatar al primer lloc a Dortmund, amb 9½/15, amb Hans-Joachim Hecht i Ulf Andersson. Una victòria molt important per a ell va ser al Campionat soviètic de 1973 (41a edició, a Moscou). Va puntuar 11½/17 en un torneig en què hi participaren tots els mestres de l'elit soviètica de l'època.
Als matx de candidats de 1974, Spasski primer va derrotar el nord-americà Robert Byrne a Puerto Rico per 4½ -1½ (+3 =3), però després va perdre el matx de semifinals davant l'estrella emergent Anatoli Kàrpov, a Leningrad, tot i que va guanyar la primera partida, (+1 -4 = 6). En Kàrpov ha reconegut públicament que Spasski va ser superior, però no obstant això, d'alguna manera, l'havia superat. En realitat, el més probable és que Spasski estigués greument afectat per la defecció del seu entrenador, Hèl·ler, que va passar a assessorar en Kàrpov abans del matx.

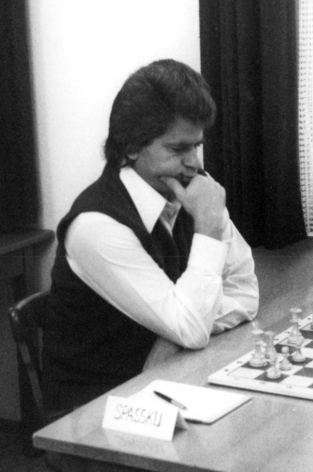
Borís Spasski, el 1980

El 1976, Spasski va ser obligat a tornar a la fase interzonal; es va quedar a un pas de classificar-se per als matxs de candidats a l'Interzonal de Manila, però finalment va obtenir una plaça després de Fischer es va negar a ocupar la seva. Spasski guanyà un matx d'exhibició amb l'estrella emergent neerlandesa Jan Timman a Amsterdam 1977, per 4-2. Va guanyar pels pèls, en les partides suplementàries, en el matx inicial de candidats contra Vlastimil Hort a Reykjavík 1977, per 8½ - 7½. En aquest matx, Spasski va caure malalt, i va esgotar tots els seus dies de descans disponibles; llavors, en Hort, en un dels actes més esportius en la història dels escacs, va utilitzar un dels seus propis dies de descans, per donar més temps a Spasski per recuperar-se. Finalment, Spasski va guanyar el matx.
Posteriorment, Spasski guanyà un matx d'exhibició contra en Robert Hübner a Solingen 1977, per 3½ - 2½, i després va derrotar Lubomir Kavalek, també a Solingen, per 4/6 en un altre matx d'exhibició. El seu següent matx de candidats era contra en Lajos Portisch a Ginebra 1977, i Spasski va guanyar novament, per 8½ - 6½, i es va classificar per la final. Tanmateix, a Belgrad 1977, Spasski va perdre contra en Víktor Kortxnoi (+4 -7 =7).
Com a finalista perdedor, Spasski estava classificat per als matxs de candidats del següent cicle, el 1980, i va enfrontar-se novament a Lajos Portisch, a Mèxic. Després de catorze partides, el matx va quedar 7-7, però en Portisch es classificà, ja que havia guanyat més partides amb negres. Posteriorment, Spasski no es va poder classificar per als matxs de candidats a l'interzonal de Toluca 1982, on hi feu 8/13 punts, i acabà tot just mig punt per sota del tercer lloc, darrere de Portisch i Eugenio Torre. El següent torneig de candidats, el 1985, fou un torneig round-robin celebrat a Montpeller, França, i Spasski hi va ser inclòs com a l'elecció dels organitzadors. Va fer-hi 8/15 punts, empatant als llocs sisè-setè, darrere dels guanyadors Andrei Sokolov, Rafael Vaganian i Artur Iussúpov; només hi havia quatre places que classifiquessin per a la següent fase, i aquesta va ser l'última aparició de Spasski a nivell de Candidats.

### Resultats internacionals per equips
Spasski va jugar cinc cops representant l'URSS a les Olimpíades d'Estudiants, tot guanyant vuit medalles. Va puntuar 38½/47 (+31 =15 -1), amb un increïble 81.9 per cent. Els seus resultats complets foren:
- Lió 1955, tauler 2, 7½/8 (+7 =1 -0), medalla d'or per equips, medalla d'or individual;
- Reykjavík 1957, tauler 2, 7/9 (+5 =4 -0), medalla d'or per equips, medalla d'or individual;
- Varna 1958, tauler 2, 6½/9 (+4 =5 -0), medalla d'or per equips;
- Leningrad 1960, tauler 1, 10/12 (+9 =2 -1), medalla d'argent per equips;
- Marianske Lazne 1962, tauler 1, 7½/9 (+6 =3 -0), medalla d'or per equips, medalla d'or individual.[10][11]

Spasski va jugar dos cops, representat l'URSS, als Campionat d'Europa per equips, guanyant quatre medalles d'or. Va puntuar 8½/12 (+5 =7 -0), amb un 70.8 per cent dels punts. Els seus resultats complets foren:
- Viena 1957, tauler 5, 3½/5 (+2 =3 -0), medalla d'or per equips, medalla d'or individual;
- Bath, Somerset 1973, tauler 1, 5/7 (+3 =4 -0), medalla d'or per equips, medalla d'or individual.[12]

Spasski va jugar també en set Olimpíades d'escacs representant l'URSS. Hi va guanyar tretze medalles, i hi puntuà (+45 =48 -1), per un 73.4 per cent dels punts. Els seus resultats complets són:
- Varna 1962, tauler 3, 11/14 (+8 =6 -0), medalla d'or per equips, medalla d'or individual;
- Tel-Aviv 1964, 2n suplent, 10½/13 (+8 =5 -0), medalla d'or per equips, medalla de bronze individual;
- L'Havana 1966, tauler 2, 10/15, medalla d'or per equips.
- Lugano 1968, tauler 2, 10/14, medalla d'or per equips, medalla de bronze individual;
- Siegen 1970, tauler 1, 9½/12, medalla d'or per equips, medalla d'or individual;
- Niça 1974, tauler 3, 11/15, medalla d'or individual, medalla d'or per equips;
- Buenos Aires 1978, tauler 1, 7/11 (+4 =6 -1), medalla d'argent per equips.[12]

Spasski també va jugar, al primer tauler, al Matx URSS vs. Resta del món a Belgrad 1970, puntuant (+1 -1 =1) contra en Larsen.
Spasski, posteriorment, va representar França en tres Olimpíades d'escacs, sempre al primer tauler. A Salònica 1984, hi puntuà 8/14 (+2 =12 -0). A Dubai 1986, hi puntuà 9/14 (+4 =10 -0). Finalment, a Salònica 1988, hi puntuà 7½/13 (+3 =9 -1). També va jugar al primer tauler de França al primer Campionat del món d'escacs per equips, a Lucerna 1985, on hi puntuà 5½/9 (+3 =5 -1).

### Carrera tardana en torneig (després de 1976)

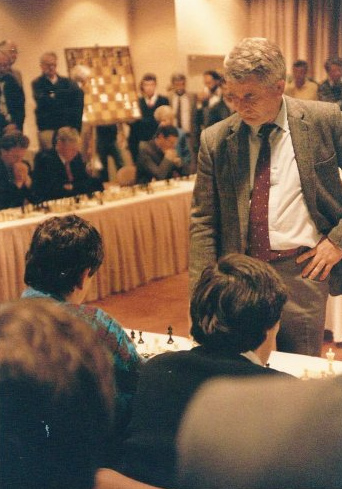
Spasski, el 1989.

La carrera tardana de Spasski va mostrar una certa reticència a dedicar-se per complet als escacs. Ell confiava en el seu talent natural per al joc, i de vegades preferia jugar un partit de tennis abans que el treball dur en el tauler. Des de 1976, Spasski ha viscut a França amb la seva tercera dona, (va esdevenir ciutadà francès el 1978), i ha competit representant França internacionalment.
Això no obstant, va assolir alguns triomfs notables en els seus últims anys de carrera. Va empatar al primer lloc a Bugojno 1978, amb en Kàrpov, fent 10/15 punts. Fou primer en solitari a Montilla-Moriles 1978, amb 6½/9 punts. A Múnic 1979, va empatar als llocs primer a quart amb 8½/13, amb Iuri Balashov, Ulf Andersson i Robert Hübner. Empatà al primer lloc a Baden bei Wien, Viena el 1980, amb 10½/15 punts, amb Alexander Beliavski. Va guanyar el grup preliminar a Hamburg el 1982 amb un excel·lent 5½/6, però va perdre el play-off final contra Anatoli Kàrpov.
El seu millor resultat en aquest període va ser el primer lloc en solitari al Torneig de Linares de 1983, amb 6½/10, per davant de Kàrpov i Ulf Andersson, que van empatar al segon lloc. Al Lloyds Bank London Open de 1984, va empatar al primer lloc amb John Nunn i Murray Chandler, amb 7/9. Va guanyar a Reykjavík 1985. A Brussel·les 1985, hi fou segon amb 10½/13 darrere de Kortxnoi. Al Torneig de Reggio Emilia de 1986-1987, va empatar als llocs 2n a 5è amb 6/11, darrere de Zoltán Ribli. Escombrà Fernand Gobet per 4-0 en un matx a Friburg el 1987. Empatà al primer lloc a Wellington 1988, amb Chandler i Eduard Gufeld. Spasski es va mantenir en el top ten mundial a mitjans dels 1980s.
No obstant això, les seves actuacions en els torneigs de la Copa del Món de 1988 i 1989 van mostrar que en aquesta etapa ja no podia superar la meitat de la taula de classificació en torneigs d'elit. A Belfort 1988, va fer-hi 8/15 i hi empatà als llocs 4t-7è (el guanyador fou en Garri Kaspàrov). A Reykjavík 1988, va fer-hi 7/17, i empatà als llocs 15è-16è, amb Kaspàrov vencedor novament. Finalment, a Barcelona 1989, Spasski va fer-hi 7½/16, empatant als llocs 8è a 12è, (quedaren empatats al primer lloc Kaspàrov i Ljubomir Ljubojević).
Spasski va jugar el Campionat de França de 1990, a Angers, i hi quedà quart amb 10½/15 (el campió fou en Marc Santo-Roman). A Salamanca 1991, fou segon amb 7½/11, per darrere del guanyador Evgeni Vladimirov. Posteriorment, al Campionat de França de 1991, va fer-hi 9½/15, empatant als llocs 4t-5è, amb Santo Roman campió novament.
El 1992, Bobby Fischer, després d'un parèntesi de vint anys sense jugar torneigs d'escacs, va tornar a aparèixer, per organitzar un Matx de revenja del Matx del Segle XX contra Spasski, a Sveti Stefan i Belgrad. En aquell moment, Spasski era el jugador número 106 del món a la llista d'Elo de la FIDE, i Fischer ni tan sols sortia a la llista, a causa de la seva llarga inactivitat. Aquest matx fou, en definitiva, l'últim gran repte de Spasski. Spasski va perdre’l amb una puntuació de +5 -10 = 15. Posteriorment, Spasski va jugar un matx contra la jove prodigi dels escacs Judit Polgár el 1993 a Budapest, perdent per un estret marge, per 4½ - 5½.
Spasski continuà jugant alguns torneigs de manera ocasional durant els 1990, com ara les sèries de Veterans vs Dones.
L'1 d'octubre de 2006 Spasski va patir un ictus cerebral durant una conferència d'escacs a San Francisco. En la seva primera aparició important posterior va empatar un matx de sis partides contra l'hongarès Lajos Portisch, l'abril de 2007. Spasski és actualment l'excampió mundial encara viu de més edat.

## Llegat

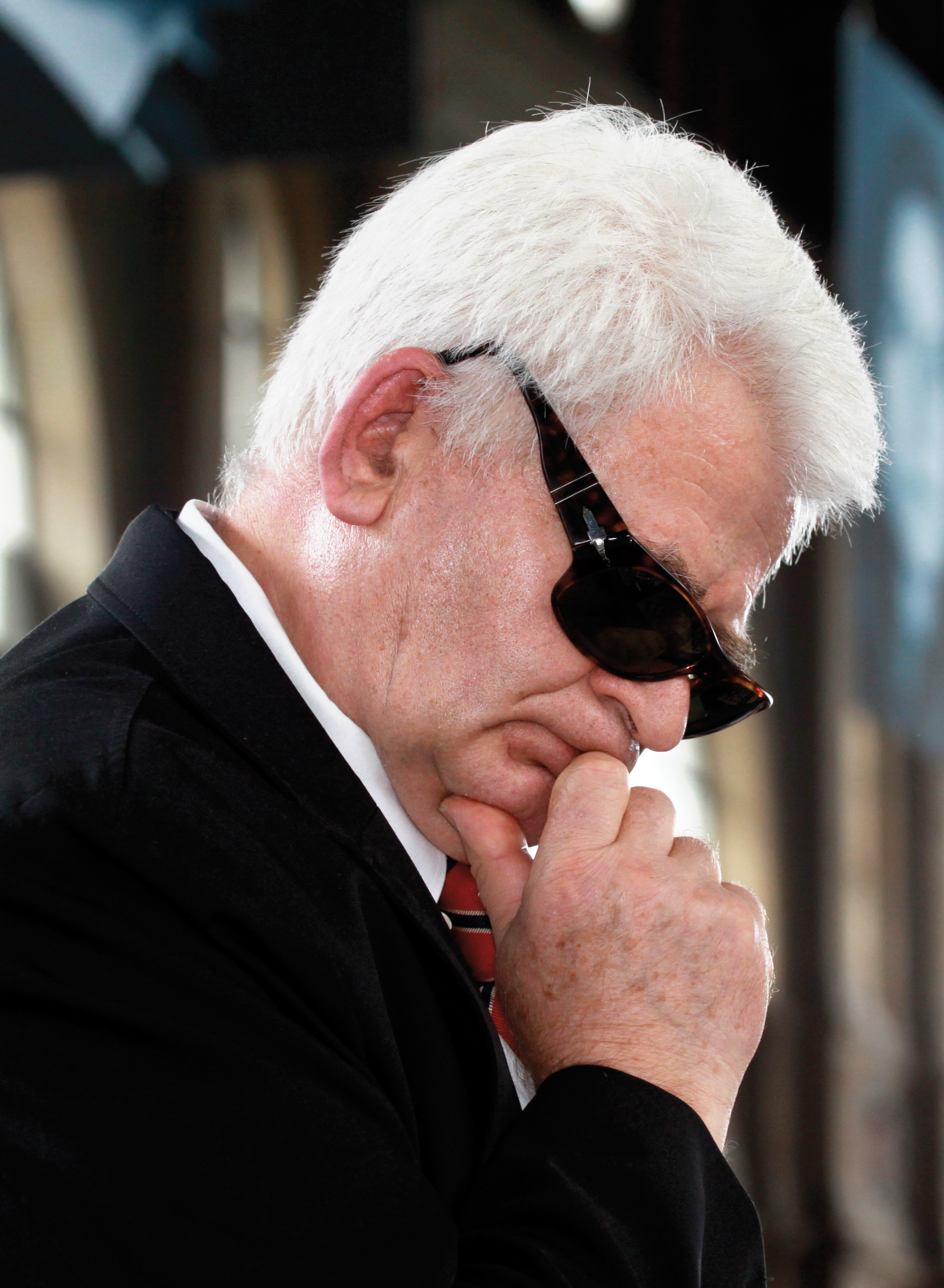
Spasski, el 2009

Els seus millors anys van ser quan era un jove prodigi, a mitjans de la dècada de 1950, i després novament, ja d'adult, des de mitjans fins a les darreries dels 1960. Un cop va esdevenir campió del món, sembla que perdre l'ambició. Alguns historiadors han suggerit que la primera partida del seu matx contra en Fischer va tenir un cost nerviós sever, però d'altres no hi estan d'acord, ja que Spasski era un esportista que apreciava les capacitats del seu oponent de manera inusual: aplaudia una partida ben jugada per Fischer, i el va tractar de defensar quan es va enfrontar al perill de l'empresonament.
Podria semblar que la seva preparació era superada de llarg per Fischer, però durant el seu matx n'Spasski va presentar diverses importants novetats. Fischer, el 1972, era un jugador increïble, que havia guanyat una xifra sense precedents de 20 partides seguides en el cicle pel campionat del món, i probablement Spasski va demostrar que ell era el número 2 del moment.
No va ser mai un jugador que se centrés en les obertures, almenys en comparació a contemporanis com Hèl·ler i Fischer, sinó que va destacar en el mig joc, on podia desenvolupar la seva gran imaginació combinada amb un joc molt profund que podia derivar en joc tàctic quan calia.
Spasski va tenir èxit amb una gran varietat d'obertures, inclòs el gambit de rei, 1.e4 e5 2.f4, una línia agressiva i arriscada que és molt rarament vista a alt nivell. El seu rècord de setze victòries (incloses victòries contra Fischer, Bronstein, i Kàrpov), sense cap derrota, i unes poques taules amb el gambit de rei, és incomparable.
La partida d'escacs entre "Kronsteen" i "McAdams" a la primera part de la pel·lícula de James Bond Des de Rússia amb amor es basa en una partida amb el gambit de rei entre Spasski i David Bronstein de 1960 en la qual Spasski ("Kronsteen") va vèncer.

### Contribucions a la teoria dels escacs
D'entre les diverses contribucions de Spasski a la teoria dels escacs, en destaca el desenvolupament de l'Atac Marshall per les negres, dins la Ruy López (1.e4 e5 2.Cf3 Cc6 3.Ab5 a6 4.Aa4 Cf6 5.0-0 Ae7 6.Te1 b5 7.Ab3 0-0 8.c3 d5), el de la Variant Leningrad per les blanques, dins la defensa NimzoÍndia (1.d4 Cf6 2.c4 e6 3.Cc3 Ab4 4.Ag5), la Variant Spasski de la NimzoÍndia (per les negres), i la Variant Tancada de la defensa siciliana, per les blanques (1.e4 c5 2.Cc3). Una línia secundària dins l'Atac Indi de rei duu el seu nom: 1.Cf3 Cf6 2.g3 b5!?
Spasski és respectat com a jugador universal, un gran conversador, un bon vivant de vegades, i com a algú que mai s'ha dedicat a avivar el foc de les controvèrsies escaquístiques.

## Partides destacades
- Borís Spasski vs Robert Fischer, Santa Monica 1966, Defensa Grunfeld, (D87), 1-0 Sembla que en Fischer està igualant una partida aguda, però comet un petit error i n'Spasski remata finament.
- Borís Spasski vs Iefim Hèl·ler, Matx de Candidats, Sukhumi 1968, 6a partida, defensa siciliana, Variant Tancada, (B25), 1-0 Una de les tres boniques victòries de Spasski sobre en Hèl·ler en aquest matx, fent servir la mateixa variant, que és una de les favorites de Spasski.
- Borís Spasski vs Tigran Petrossian, Matx pel Campionat del Món, Moscou 1969, partida 19, defensa siciliana, Variant Najdorf (B94), 1-0 Un agressiu estil de joc i brillants combinacions mostren un Spasski en el seu millor moment.
- Bent Larsen vs Borís Spasski, Belgrad 1970 (matx URSS vs. Resta del Món), Atac Nimzo-Larsen, Variant Moderna (A01), 0-1 Una altra curta i bonica victòria contra un destacat Gran Mestre.
- Borís Spasski vs Robert Fischer, Olimpíada de Siegen 1970, Defensa Grunfeld (D87), 1-0 En Fischer tria la Grunfeld altre cop contra Spasski, i la partida és remarcablement similar a la seva precedent de 1966.
- Borís Spasski vs Robert Fischer, Matx pel Campionat del Món, Reykjavík 1972, partida 11, defensa siciliana, Variant Najdorf, Variant del peó enverinat (B97), 1-0 L'única derrota de Fischer amb la seva favorita variant del peó enverinat.
- Anatoli Kàrpov vs Borís Spasski, Matx de Candidats, Leningrad 1974, partida 1, defensa siciliana, Variant Scheveningen (B83), 0-1 Spasski va perdre el matx, però va començar molt fort amb aquesta convincent victòria.